# L'Atelier de la Monnaie
L'Atelier de la Monnaie est une association d'artistes du Nord qui ont fait de Lille, de 1956 à 1972, un des foyers d'exposition de l'art contemporain en France.

## Historique
En 1956 à Lille, face aux contraintes formelles de l'enseignement officiel de l'École des beaux-arts, des étudiants s'organisent en groupe de contestation radicale. Roger Frezin, Pierre Olivier et Claude Vallois, les trois fondateurs, vite rejoints par Jean Brisy, Jean Parsy , Lyse Oudoire et Adolphe Deronne sont les premiers piliers de ce groupe nommé en 1957 L'Atelier de la Monnaie : l'atelier commun, dans lequel se dérouleront les premières expositions, est situé dans les combles de "l'hôtel de la Monnaie", ancien Hôtel du Juge Garde des Monnaies sis au numéro 61, rue de la Monnaie. Le céramiste Jean Brisy occupe la cave de cet hôtel particulier depuis 1955 (Il réside à quelques pas de là, Place aux Oignons, dans ce qui s'appelle le Vieux-Lille). La première exposition de l'Atelier de la Monnaie réunit en 1958 vingt-cinq peintres et sculpteurs. D'autres artistes se joignent aux fondateurs, dont des membres du Groupe de Roubaix tels Eugène Leroy, Jean Roulland et Arthur Van Hecke. Le but de ces jeunes artistes qui veulent se libérer des contraintes académiques est de présenter aux Lillois la création contemporaine lors de manifestations publiques. D'autres artistes, encore, sont invités aux manifestations artistiques de l'Atelier de la Monnaie, tels Eugène Dodeigne, Jean Fautrier, Constant Permeke, Antoni Tapiès, Victor Vasarely et Niki de Saint Phalle,.
À l'époque incompris du grand public et parfois de la critique, les artistes de la Monnaie avaient le courage de leurs opinions et ont fait de Lille pendant cette période un centre de présentation et de diffusion de l'art contemporain.
Ils se caractérisent par le souci d'invention, de vérité, de mouvement, mais aussi par l'humour, les farces, les « créations  » farfelues (« le matelas pneumatique retenant son souffle; le pain frais antirassiste; la brique bleue (moins ennuyeuse que la rouge); le couteau sans Manche, la chaussure sans semelle pour marcher pieds nus », sans oublier les aphorismes, « Là où il y a de la bordure y'a du trottoir », « Quand le Titien aboie, le Caravage passe », « Ça c'est de l'art, Ensor », ou encore, celui qui fut tout à la foi le cri de ralliement du groupe et le nom de la première exposition : "Halte à l'immobilisme !".
Les expositions se succèdent de 1959 aux années soixante, les soutiens se font de plus en plus nombreux, le groupe est rejoint par de nouveaux membres comme Marcel Lempereur-Haut. 
Ils bénéficient également du soutien de mécènes éclairés comme Jean Masurel, Albert et Anne Prouvost qui ont mesuré leur apport et leur importance pour la vitalité artistique de la région.

## Exposition en hommage à cette association
Une exposition au Palais des beaux-arts de Lille a présenté, du 14 décembre 2007 au 15 mars 2008, une sélection des œuvres exposées lors de ces événements interdisciplinaires et rencontres de plasticiens et de non plasticiens organisés entre 1957 et 1972,. Parmi les invités d'honneur figuraient des artistes de l'École de Paris comme Balthus, des représentants de l'abstraction lyrique comme Alfred Manessier, de l'art informel comme Jean Fautrier, des surréalistes, de l'Op Art, de la nouvelle figuration, et bien d'autres encore.